# Chuo-ku (Sapporo)
Chūō-ku (中央区, Chūō-ku) é uma das dez ku em Sapporo, Hokkaido, Japão. Chuo-ku significa ku central em Japonês. Como o próprio nome sugere, a administração da cidade e as instalações de entretenimento estão centradas nesta ku.

## História
Durante o período Meiji, o rio Sousei, precursor do distrito de Susukino, empresa de cerveja Sapporo e Sapporo Agricultural College foi construído na área onde Chūō-ku está localizado. Depois que Sapporo foi dividida em várias ku, o Sapporo Agricultural College, atualmente Universidade de Hokkaido, foi transferido para o que se tornaria Kita-ku e foi substituído pelo prédio da administração da ku de Sapporo.
Em 1922, Sapporo foi fretada como uma cidade. O 1º Festival de Neve de Sapporo foi realizado durante o período de Showa, e a Prefeitura de Sapporo foi erguida em 1971.
Chūō-ku foi estabelecida oficialmente em 1972, quando os Jogos Olímpicos de Sapporo foi realizado e Sapporo foi credenciada como uma das Cidade designada por decreto. Durante os deJogos Olímpicos, Chuo-ku sediou o evento regular colina  salto de esqui e a parte do salto de esqui do evento combinado nórdico. AOs outras seis ku (Higashi-ku, Kita-ku, Minami-ku, Nishi-ku, Shiroishi-ku e Toyohira-ku) também foram estabelecidos no mesmo ano. O salto de esqui seria um local onde os Campeonatos de esqui do mundo nórdico da FIS seriam realizados em Sapporo em  2007.

## Visão geral

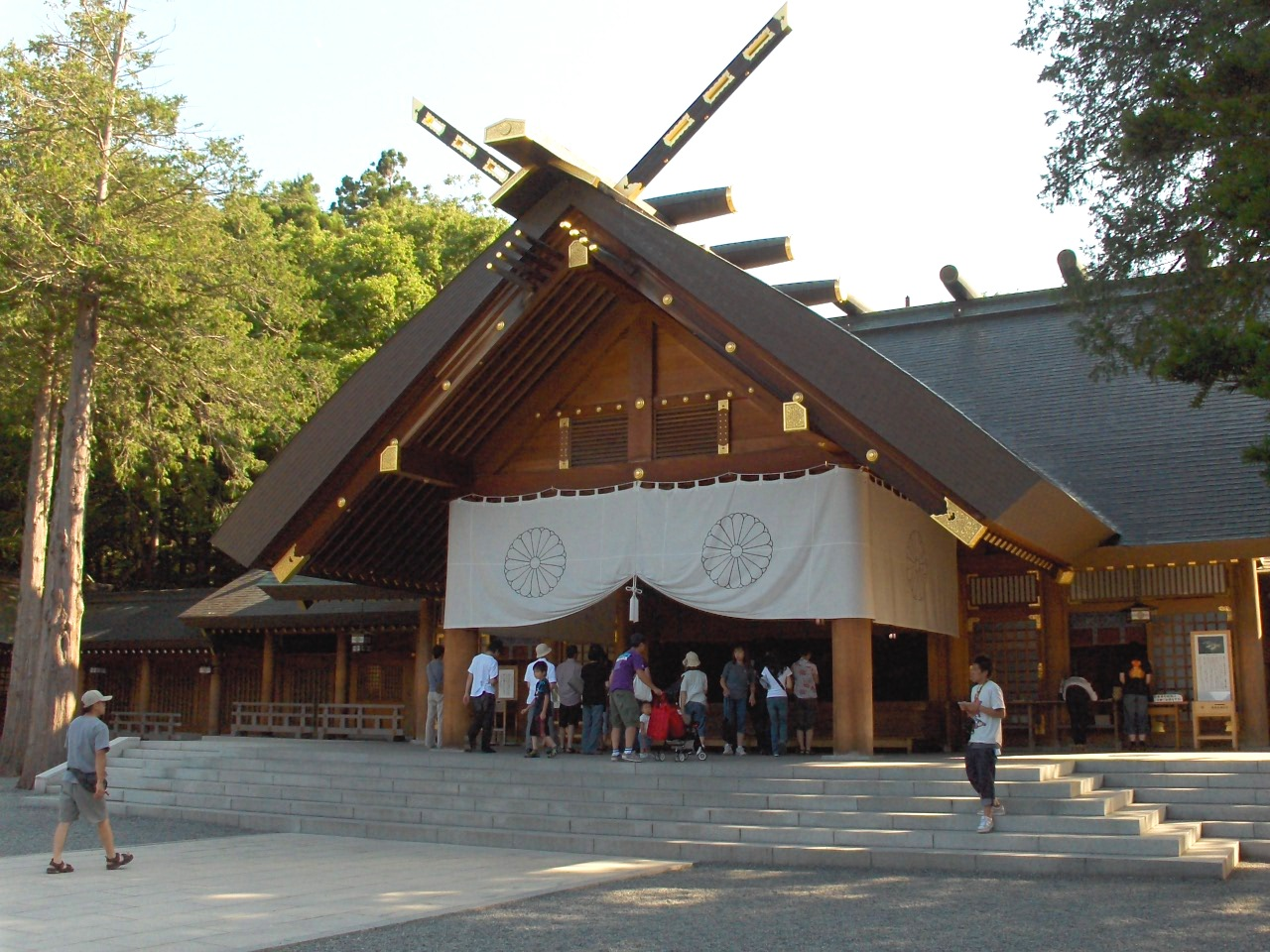
Hokkaido Shrine

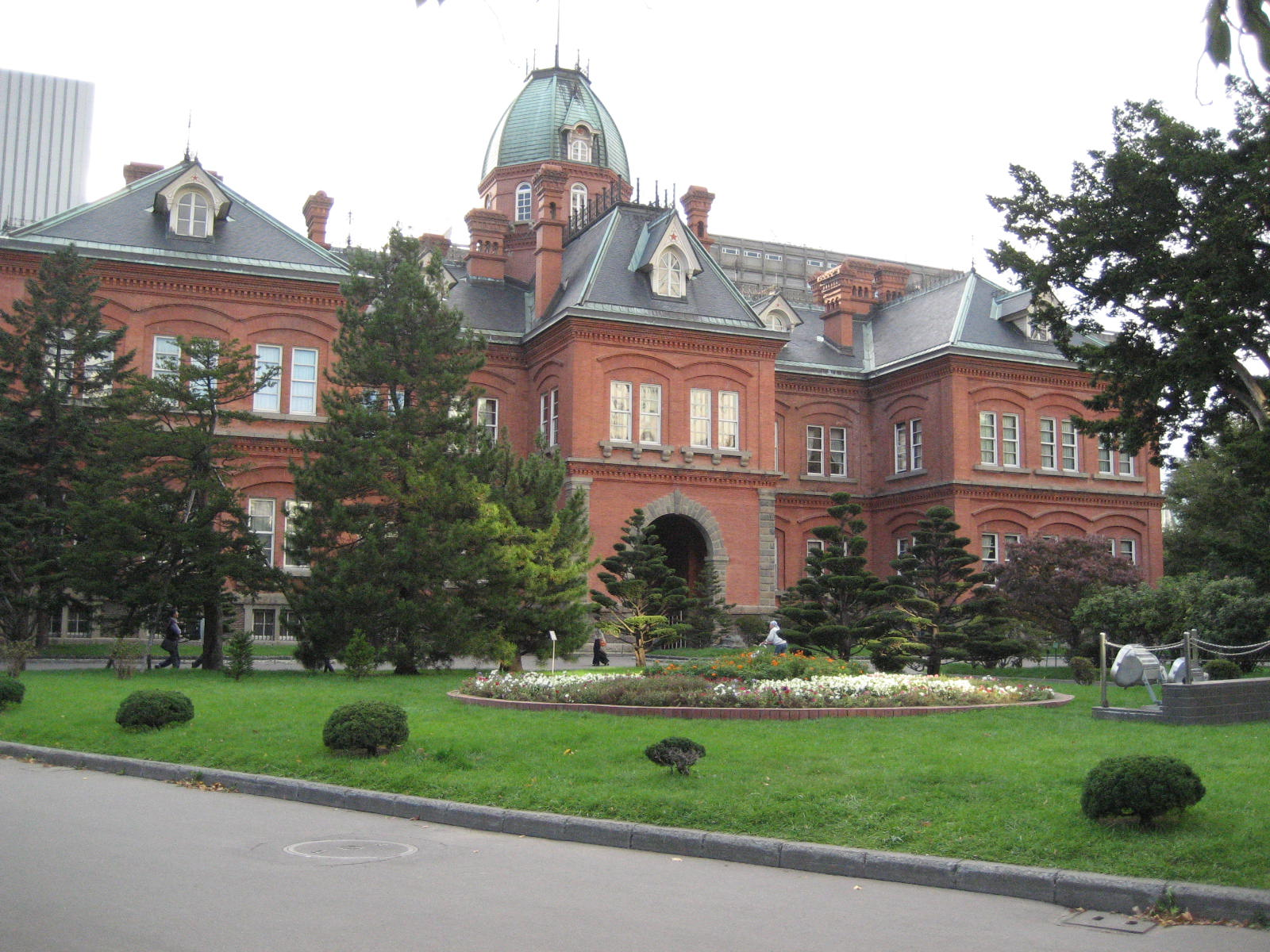
Ex-Escritório do Governo de Hokkaido em Chuo-ku

A ku está localizado no centro de Sapporo. Como um centro da cidade, há muitos escritórios governamentais e edifícios de empresas. Onde estão localizados a Prefeitura de Sapporo, o prédio de escritórios do governo de Hokkaido e a sede do escritório de polícia de Hokkaidō.
Chūō-ku também é o centro de turismo, e muitas das instalações históricas e de entretenimento de Sapporo estão localizadas. O Parque Odori fica no centro da ku, e Sapporo TV Tower está colocada no extremo leste do parque. O Sapporo Snow Festival também é realizado anualmente no Parque Odori. O maior santuário xintoísta na prefeitura de Hokkaido, é o Santuário de Hokkaido (Hokkaidō jingu), está localizado na área de Miyanomori e esboça um número de pessoas na ilha durante o  Oshougatsu (o Dia de Ano Novo). O Zoológico de Maruyama, Mt. Okura Ski Jump Stadium, e o Estádio Miyanomori meio salto de montanha estão perto do santuário.

## Economia

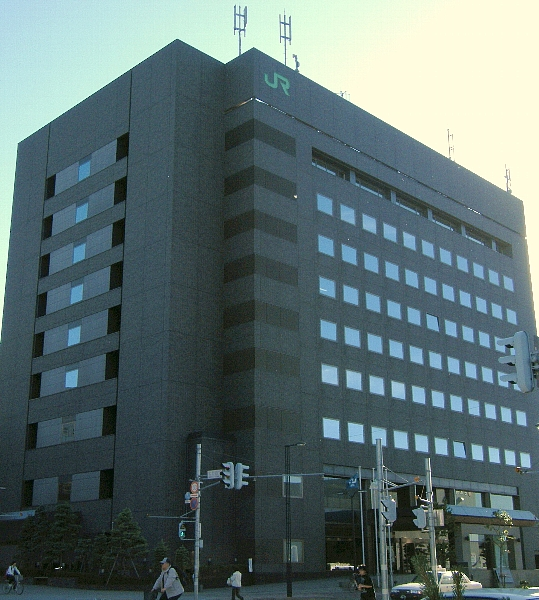
Sede da Hokkaido Railway Company

Hokkaido Railway Company tem sua sede na ku. Hokkaido International Airlines (Air Do) está com sede em Chūō-ku. Yomiuri Shimbun tem uma filial na ku.
As Companhias aéreas de Japão ao mesmo tempo operavam uma instalação de emissão de bilhetes no segundo andar do Imon Sapporo Building em Chūō-ku. Em 31 de março de 2009, a instalação fechou.

## Educação

### Universidade

#### Pública
- Sapporo Medical University
- Sapporo City University, Soen Campus e Satellite Campus